# Premio Sur
De Premio Sur is een Argentijnse filmprijs die jaarlijks wordt uitgereikt door de Academia de las Artes y Ciencias Cinematográficas de la Argentina. Sinds de eerste uitreiking in 2006 wordt de Premio Sur beschouwd als het Argentijnse equivalent van de Academy Award.

## Categorieën
De prijs wordt uitgereikt in meerdere categorieën.
| Categorie                | Officiële benaming                 | Uitgereikt  |
| ------------------------ | ---------------------------------- | ----------- |
| Beste film               | Mejor película                     | Sinds 2006  |
| Beste debuut             | Opera prima                        | Sinds 2006  |
| Beste regisseur          | Mejor dirección                    | Sinds 2006  |
| Beste acteur             | Mejor actor                        | Sinds 2006  |
| Beste actrice            | Mejor actriz                       | Sinds 2006  |
| Beste mannelijke bijrol  | Mejor actor de reparto             | Sinds 2006  |
| Beste vrouwelijke bijrol | Mejor actriz de reparto            | Sinds 2006  |
| Beste debuterend acteur  | Mejor actor revelación             | Sinds 2006  |
| Beste debuterend actrice | Mejor actriz revelación            | Sinds 2006  |
| Beste origineel scenario | Mejor guion original               | Sinds 2006  |
| Beste bewerkt scenario   | Mejor guion adaptado               | Sinds 2006  |
| Beste camerawerk         | Mejor fotografía                   | Sinds 2006  |
| Beste montage            | Mejor montaje                      | Sinds 2006  |
| Beste artdirector        | Mejor dirección artística          | Sinds 2006  |
| Beste geluid             | Mejor sonido                       | Sinds 2006  |
| Beste kostuums           | Mejor diseño de vestuario          | Sinds 2006  |
| Beste make-up            | Mejor maquillaje y caracterización | Sinds 2008  |
| Beste filmmuziek         | Mejor música original              | Sinds 2006  |
| Beste buitenlandse film  | Mejor película extranjera          | 2006 - 2012 |
| Beste documentaire       | Mejor película documental          | Sinds 2007  |

## Uitreikingsceremonies
| Editie | Datum             | Producties uitgebracht tussen:      |
| ------ | ----------------- | ----------------------------------- |
| 1ste   | 13 december 2006  | 1 oktober 2005 en 30 september 2006 |
| 2de    | 3 december 2007   | 1 oktober 2006 en 30 september 2007 |
| 3de    | 15 december 2008  | 1 oktober 2007 en 30 september 2008 |
| 4de    | 15 december 2009  | 1 oktober 2008 en 30 september 2009 |
| 5de    | 15 december 2010  | 1 oktober 2009 en 30 september 2010 |
| 6de    | 12 december 2011  | 1 oktober 2010 en 30 september 2011 |
| 7de    | 4 december 2012   | 1 oktober 2011 en 30 september 2012 |
| 8ste   | 10 december 2013  | 1 oktober 2012 en 30 september 2013 |
| 9de    | 2 december 2014   | 1 oktober 2013 en 30 september 2014 |
| 10de   | 24 november 2015  | 1 oktober 2014 en 30 september 2015 |
| 11de   | 28 maart 2017     | 1 oktober 2015 en 30 september 2016 |
| 12de   | 13 september 2018 | 1 oktober 2016 en 30 september 2017 |
| 13de   | 23 september 2019 | 1 oktober 2017 en 30 september 2018 |
| 14de   | 24 november 2020  | 1 oktober 2018 en 30 september 2019 |
| 15de   | 25 oktober 2021   | 1 januari 2020 en 31 december 2020  |
| 16de   | n.t.b.            | 1 januari 2021 en 31 december 2021  |

## Winnaars en genomineerden van dePremio Survoor beste film
| Jaar        | Film                                 | Regisseur                         |
| ----------- | ------------------------------------ | --------------------------------- |
| 2006 (1ste) | El método                            | Marcelo Piñeyro                   |
| 2006 (1ste) | Crónica de una fuga                  | Adrián Caetano                    |
| 2006 (1ste) | Derecho de familia                   | Daniel Burman                     |
| 2007 (2de)  | XXY                                  | Lucía Puenzo                      |
| 2007 (2de)  | La antena                            | Esteban Sapir                     |
| 2007 (2de)  | La señal                             | Ricardo Darín                     |
| 2007 (2de)  | ¿Quién dice que es fácil?            | Juan Taratuto                     |
| 2008 (3de)  | La mujer sin cabeza                  | Lucrecia Martel                   |
| 2008 (3de)  | El nido vacío                        | Daniel Burman                     |
| 2008 (3de)  | Leonera                              | Pablo Trapero                     |
| 2009 (4de)  | El secreto de sus ojos               | Juan José Campanella              |
| 2009 (4de)  | El niño pez                          | Lucía Puenzo                      |
| 2009 (4de)  | Historias extraordinarias            | Mariano Llinás                    |
| 2009 (4de)  | La sangre brota                      | Pablo Fendrik                     |
| 2009 (4de)  | Las viudas de los jueves             | Marcelo Piñeyro                   |
| 2010 (5de)  | El hombre de al lado                 | Mariano Cohn en Gastón Duprat     |
| 2010 (5de)  | Carancho                             | Pablo Trapero                     |
| 2010 (5de)  | Cuestión de principios               | Rodrigo Grande                    |
| 2010 (5de)  | Dos hermanos                         | Daniel Burman                     |
| 2011 (6de)  | Un cuento chino                      | Sebastián Borensztein             |
| 2011 (6de)  | Aballay                              | Fernando Spiner                   |
| 2011 (6de)  | El estudiante                        | Santiago Mitre                    |
| 2011 (6de)  | Juan y Eva                           | Paula de Luque                    |
| 2012 (7de)  | Infancia clandestina                 | Benjamín Ávila                    |
| 2012 (7de)  | Elefante blanco                      | Pablo Trapero                     |
| 2012 (7de)  | El último Elvis                      | Armando Bó                        |
| 2012 (7de)  | Las acacias                          | Pablo Giorgelli                   |
| 2013 (8ste) | Wakolda                              | Lucía Puenzo                      |
| 2013 (8ste) | La Reconstrucción                    | Juan Taratuto                     |
| 2013 (8ste) | Metegol                              | Juan José Campanella              |
| 2013 (8ste) | Tesis sobre un homicidio             | Hernán Goldfrid                   |
| 2014 (9de)  | Relatos salvajes                     | Damián Szifron                    |
| 2014 (9de)  | Betibú                               | Miguel Cohan                      |
| 2014 (9de)  | El Ardor                             | Pablo Fendrik                     |
| 2014 (9de)  | The Games Maker                      | Juan Pablo Buscarini              |
| 2015 (10de) | Refugiado                            | Diego Lerman                      |
| 2015 (10de) | El patrón: radiografía de un crimen  | Sebastián Schindel                |
| 2015 (10de) | El Clan                              | Pablo Trapero                     |
| 2015 (10de) | La patota                            | Santiago Mitre                    |
| 2017 (11de) | La luz incidente                     | Ariel Rotter                      |
| 2017 (11de) | El ciudadano ilustre                 | Mariano Cohn en Gastón Duprat     |
| 2017 (11de) | La larga noche de Francisco Sanctis  | Francisco Márquez en Andrea Testa |
| 2017 (11de) | Gilda, no me arrepiento de este amor | Lorena Muñoz                      |
| 2018 (12de) | Zama                                 | Lucrecia Martel                   |
| 2018 (12de) | La Cordillera                        | Santiago Mitre                    |
| 2018 (12de) | El Invierno                          | Emiliano Torres                   |
| 2018 (12de) | Una especie de familia               | Diego Lerman                      |
| 2019 (13de) | Rojo                                 | Benjamín Naishtat                 |
| 2019 (13de) | El Ángel                             | Luis Ortega                       |
| 2019 (13de) | Joel                                 | Carlos Sorín                      |
| 2019 (13de) | La noche de 12 años                  | Álvaro Brechner                   |
| 2020 (14de) | Los sonámbulos                       | Paula Hernández                   |
| 2020 (14de) | Las buenas intenciones               | Ana García Blaya                  |
| 2020 (14de) | La odisea de los giles               | Sebastián Borensztein             |
| 2020 (14de) | El cuento de las comadrejas          | Juan José Campanella              |
| 2021 (15de) | Las siamesas                         | Paula Hernández                   |
| 2021 (15de) | Crímenes de familia                  | Sebastián Schindel                |
| 2021 (15de) | El robo del siglo                    | Ariel Winograd                    |
| 2021 (15de) | Planta permanente                    | Ezequiel Radusky                  |
| 2022 (16de) | Karnawal                             | Juan Pablo Félix                  |
| 2022 (16de) | El apego                             | Valentín Javier Diment            |
| 2022 (16de) | El perro que no calla                | Ana Katz                          |
| 2022 (16de) | El prófugo                           | Natalia Meta                      |